# Lijst van burgemeesters van Lichtervelde
Dit is een lijst van burgemeesters van de Belgische gemeente Lichtervelde.
| Naam                             | Data      | Mandaat   | Duur mandaat | Partij                  | Foto |
| -------------------------------- | --------- | --------- | ------------ | ----------------------- | ---- |
| Louis Vanhoorne                  | -1842     | 1830-1842 | 12           | geen                    |      |
| Michiel Surmont                  | 1786-1872 | 1842-1872 | 30           | liberaal                |      |
| Pieter Decuypere                 | -1894     | 1872-1878 | 6            | katholiek               |      |
| Xavier Kerkhofs                  | 1840-1908 | 1879-1884 | 6            | liberaal                |      |
| Pieter Decuypere                 | -1894     | 1885-1894 | 10           | Katholieke Burgersgilde |      |
| Pieter Tempelaere                | 1835-1901 | 1895-1901 | 7            | Katholieke Burgersgilde |      |
| Ferdinand Vermeersch-Van Canneyt | 1860-1938 | 1901-1906 | 6            | Zwaan                   |      |
| Emiel Vermeesch-Dochy            | 1862-1937 | 1906-1926 | 21           | Katholieke Burgersgilde |      |
| Gustaaf Colpaert                 | 1885-1965 | 1927-1932 | 6            | Zwaan                   |      |
| Emiel Vermeesch-Dochy            | 1862-1937 | 1933-1937 | 5            | Katholieke Burgersgilde |      |
| Eugène Callewaert                | 1892-1944 | 1937-1944 | 8            | Katholieke Burgersgilde |      |
| Maria Callewaert-Casselman       | 1892-1987 | 1947-1967 | 21           | Katholieke Burgersgilde |      |
| Georges Decuypere                | 1931-2011 | 1967-1976 | 10           | Katholieke Burgersgilde |      |
| Rogier Muys                      | 1933-1997 | 1977-1982 | 6            | BSP                     |      |
| Gabriël Kindt                    | 1943      | 1983-2000 | 18           | CVP                     |      |
| Ria Beeusaert-Pattyn             | 1962      | 2001-     |              | CVP, later CD&V         |      |

## Waarnemende en niet-officiële burgemeesters
- Maurice Goddeeris, dienstdoend VNV-burgemeester 1942-1944, aangesteld door de Duitse bezetter
- Gustaaf Colpaert, waarnemend burgemeester 1944-1946, in vervanging van Eugène Callewaert, overleden
- Cleophas Sintobin, waarnemend burgemeester 1946-1947, in vervanging van Eugène Callewaert, overleden

Brussels Hoofdstedelijk Gewest:
Anderlecht · 
Brussel

Vlaanderen:
Aalst · 
Aarschot · 
Antwerpen · 
 Asse · 
Beernem · 
Bertem · 
Blankenberge · 
Brugge · 
Damme · 
De Haan · 
De Panne · 
Deerlijk · 
Deinze · 
Eeklo · 
Evergem · 
Galmaarden · 
Geraardsbergen · 
Gent · 
Halle · 
Hasselt · 
Herent · 
Herk-de-Stad · 
Herzele · 
Heusden-Zolder · 
Houthalen-Helchteren · 
Ichtegem · 
Kaprijke · 
Knokke-Heist · 
Kortemark · 
Kortenberg · 
Kortrijk · 
Leuven · 
Lichtervelde · 
Lievegem · 
Lokeren · 
Maldegem · 
Mechelen · 
Moerbeke-Waas · 
Ninove · 
Oostende · 
Oostkamp · 
Poperinge · 
Roeselare · 
Ronse · 
Sint-Lievens-Houtem · 
Sint-Niklaas · 
Sint-Truiden · 
Temse · 
Tielt · 
Tienen · 
Tongeren · 
Torhout · 
Veurne · 
Waregem · 
Wellen · 
Wetteren · 
Wichelen · 
Zaventem · 
Zedelgem · 
Zele · 
Zonhoven · 
Zottegem

Wallonië: 
Charleroi · 
's-Gravenbrakel · 
Morlanwelz · 
Ophain-Bois-Seigneur-Isaac